# 子猫の涙
『子猫の涙』（こねこのなみだ）は、2008年正月第2弾公開の日本映画である。新宿ガーデンシネマ他で公開。
ベースとなったのは1996年にシナリオ作家協会推薦作品とった脚本『エイジ』の舞台化作品『路地裏の優しい猫』（2000年初演・劇団STRAYDOG）である。
第20回東京国際映画祭において「日本映画・ある視点」特別賞を受賞した。

## ストーリー
負けん気と度胸の良さで、アマチュアボクシング界のチャンピオンに君臨した森岡栄治は、1968年メキシコオリンピックで銅メダルを獲得。帰国後、華々しくプロデビューを果たすが、たった三戦の後に右目の眼疾を患い、あっけなく引退してしまう。
その後は、職に就いても続かず、ほとんど妻のヒモ状態。元来の楽天気質を発揮し、過去の栄光にしがみついて夜ごと飲み歩く日々だ。ハチャメチャな父に頭を悩ませる娘・治子にとって、路地裏で拾った子猫は最も大切な家族だった。
栄治は再起をかけて「森岡ボクシングジム」を開設する。ところが、オーナーが拳銃で撃たれたことを機にジムは閉鎖する。さらに偽造株券詐欺を疑われたことが新聞沙汰となり、治子は同級生からいじめられる。不満はついに爆発し、「負け犬」という言葉とともにオリンピックのメダルを投げつけ、治子は家を飛び出す。森岡栄治は金メダルが優勝しちゃう!?

## 出演者
- 武田真治
- 藤本七海
- 広末涼子
- 鈴木砂羽
- 宝生舞
- 山崎邦正
- 赤井英和
- 喜味こいし
- 紺野まひる
- 黒川芽以
- 市川美織
- 森岡朋奈他

## スタッフ
- 脚本・監督：森岡利行
- 主題歌：Rie fu「Home」（Palm Beach Inc.）
- 原案：森岡利行（「路地裏の優しい猫」）
- 製作：大橋孝史／原田 学／伊藤泰造
- エグゼクティブ・アドバイザー：山田俊輔
- プロデューサー：上野境介／上住曜子／二木大介／杉山 剛
- アシスタント・プロデューサー：氏家慶子
- 企画：ストレイドッグ
- 脚本協力：今井雅子
- 音楽：奥野敦士
- 撮影：釘宮慎治
- 照明：舟橋正生
- 録音：小宮 元
- 美術：佐々木記貴
- 編集：矢船陽介
- 助監督：玉利祐助
- 制作担当：新井 聡
- 制作プロダクション：トルネード・フィルム
- 製作賛助：角川出版映像事業振興基金信託
- 特別協力：マーシャルワールドジャパン
- SPECIAL THANKS：みずほ銀行ビジネスソリューション部（ニュービジネスチーム）
- 協力：シネマ・インヴェストメント
- 製作：「子猫の涙」製作委員会（STRAYDOG PICTURES LLC.／トルネード・フィルム／角川映画／ソニー・ミュージックエンタテインメント）
- 配給：トルネード・フィルム
- 支援：文化庁